# Nitidella carinata
Nitidella carinata är en snäckart som beskrevs av Hinds 1844. Nitidella carinata ingår i släktet Nitidella och familjen Columbellidae. Inga underarter finns listade i Catalogue of Life.